# Éric Messier
Éric Messier (* 29. Oktober 1973 in Drummondville, Québec) ist ein ehemaliger kanadischer Eishockeyspieler und -trainer, der im Verlauf seiner aktiven Karriere zwischen 1991 und 2004 unter anderem 478 Spiele für die Colorado Avalanche und Florida Panthers in der National Hockey League auf der Position des Verteidigers bestritten hat. Seinen größten Karriereerfolg feierte Messier in Diensten der Colorado Avalanche, bei der er den Großteil seiner aktiven Laufbahn verbrachte, mit dem Gewinn des Stanley Cups im Jahr 2001.

## Karriere
Éric Messier begann seine Karriere als Eishockeyspieler in der kanadischen Juniorenliga Ligue de hockey junior majeur du Québec, in der er von 1991 bis 1994 für die Draveurs de Trois-Rivières sowie anschließend nach deren Umsiedlung für das Nachfolgeteam, die Faucons de Sherbrooke, aktiv war. Die Saison 1994/95 verbrachte der Verteidiger in der Mannschaft der Université du Québec à Trois-Rivières.
Daraufhin erhielt er am 14. Juni 1995 als Free Agent einen Vertrag bei der Colorado Avalanche. Während der Sommerpause 1995 spielte er in 22 Spielen für die Montreal Roadrunners aus der professionellen Roller Hockey International. In der Saison 1995/96 lief er ausschließlich für Colorados damaliges Farmteam, die Cornwall Aces, in der American Hockey League auf. Nachdem er in der folgenden Spielzeit erstmals für die Avalanche in der National Hockey League auf dem Eis stand, hatte der Linksschütze in den folgenden Jahren stets einen Stammplatz im NHL-Team, wobei er bis 1999 parallel für das neue AHL-Farmteam Hershey Bears zum Einsatz kam. Mit diesen gewann er in der Saison 1996/97 den Calder Cup.
Seinen größten Erfolg erreichte Messier in der Saison 2000/01, als er mit der Colorado Avalanche den prestigeträchtigen Stanley Cup gewann. Dabei erzielte er in insgesamt 87 Spielen sieben Tore und gab neun Vorlagen. Am 18. Juli 2003 wurde der Kanadier zusammen mit Václav Nedorost im Tausch für Peter Worrell und ein Zweitrunden-Wahlrecht im NHL Entry Draft 2004 an die Florida Panthers abgegeben. Für diese kam er in der Saison 2003/04 nur auf 21 Einsätze, woraufhin er verletzungsbedingt seine aktive Karriere beendete. In der Saison 2008/09 war er als Assistenztrainer bei den Cataractes de Shawinigan aus der LHJMQ tätig.

## Erfolge und Auszeichnungen
- 1994 LHJMQ Second All-Star Team
- 1997 NHL-Rookie des Monats Oktober
- 1997 Calder-Cup-Gewinn mit den Hershey Bears
- 2001 Stanley-Cup-Gewinn mit den Colorado Avalanche

## Karrierestatistik
(Legende zur Spielerstatistik: Sp oder GP = absolvierte Spiele; T oder G = erzielte Tore; V oder A = erzielte Assists; Pkt oder Pts = erzielte Scorerpunkte; SM oder PIM = erhaltene Strafminuten; +/− = Plus/Minus-Bilanz; PP = erzielte Überzahltore; SH = erzielte Unterzahltore; GW = erzielte Siegtore; 1 Play-downs/Relegation; Kursiv: Statistik nicht vollständig)